# کلیر آیلند واترز، کوئینزلند
کلیر آیلند واترز (به انگلیسی: Clear Island Waters) یک حومه شهر در استرالیا است که در کوئینزلند واقع شده‌است.